# Machilis germanica
Machilis germanica is een insect dat behoort tot de orde rotsspringers en de familie Machilidae. 

## Naam en indeling
De wetenschappelijke naam van de soort werd voor het eerst voorgesteld door Heinz Janetschek in 1953.De soort stond vroeger ook bekend onder de namen Machilis oudemansi en Machilis meijerei. De soortaanduiding germanica betekent vrij vertaald 'gerelateerd aan Duitsland'.

## Uiterlijke kenmerken
Machilis germanica heeft een bruine lichaamskleur met een variabele tekening, soms is een rugstreep aanwezig. Het is een vrij grote soort in vergelijking met andere rotsspringers. De ogen zijn donker gevlekt. De ocelli onder de ogen zijn lang-gerekt en hebben een vorm die lijkt op een schoenzool. De ocellen zijn onder de ogen gelegen en niet ernaast, ze hebben vaak een rode kleur. 

## Verspreiding
De rotsspringer komt voor in delen van westelijk Europa en is erg zeldzaam in Nederland. De soort is in 2021 ook gevonden in België. Machilis germanica is een nachtactieve bewoner van stenige omgevingen zoals rivierdijken en steengroeves.